# Vasaloppet 2015
Vasaloppet 2015 avgjordes söndagen den 8 mars 2015 mellan Berga by i Sälen och Mora, och var det 91:a Vasaloppet. 
2015 års Vasalopp senarelades med en vecka för att inte sammanfalla med Skid-VM i Falun . Kranskulla var Viktoria Stärner och kransmas var Victor Gustafsson. Vinnare på herrsidan blev Petter Eliassen från Norge, på damsidan  Justyna Kowalczyk från Polen.
Med 15 800 deltagare i den klassiska grenen var det maximala tillåtna antalet uppnådd. Av dessa var ungefär 15 procent kvinnor. Inklusive Sverige deltog skidåkare från 40 olika stater. De var i genomsnitt 41,3 år gamla. Under 2015 fyllde den yngsta deltagaren 19 år och den äldsta 89 år. Regerande mästare var Laila Kveli och John Kristian Dahl, båda från Norge. Under hela vasaloppsveckan delades lite mer än en halv miljon kronor i prispengar ut.

## Slutresultat, herrar
Not: Pl = Placering, Nr = Startnummer, Tid = Sluttid
| Pl | Nr  | Namn                | Klubb      | Land     | Tid      |
| -- | --- | ------------------- | ---------- | -------- | -------- |
| 1  | 131 | Petter Eliassen     |            | Norge    | 04:01:48 |
| 2  | 123 | Anders Aukland      |            | Norge    | 04:01:53 |
| 3  | 2   | Stanislav Řezáč     |            | Tjeckien | 04:02:12 |
| 4  | 28  | Øystein Pettersen   |            | Norge    | 04:04:43 |
| 5  | 1   | John Kristian Dahl  |            | Norge    | 04:05:01 |
| 6  | 124 | Tord Asle Gjerdalen |            | Norge    | 04:07:01 |
| 7  | 35  | Simen Østensen      |            | Norge    | 04:07:23 |
| 8  | 23  | Jerry Ahrlin        | Brunflo IF | Sverige  | 04:07:30 |
| 9  | 14  | Anders Mølmen Høst  |            | Norge    | 04:09:44 |
| 10 | 77  | Tore Bjørset Berdal |            | Norge    | 04:09:57 |

## Slutresultat, damer
Not: Pl = Placering, Nr = Startnummer, Tid = Sluttid
| Pl | Nr  | Namn                     | Klubb                            | Land      | Tid      |
| -- | --- | ------------------------ | -------------------------------- | --------- | -------- |
| 1  | 513 | Justyna Kowalczyk        |                                  | Polen     | 04:41:02 |
| 2  | 502 | Britta Johansson Norgren | Sollefteå SK                     | Sverige   | 04:45:18 |
| 3  | 505 | Seraina Boner            |                                  | Schweiz   | 04:49:16 |
| 4  | 501 | Laila Kveli              |                                  | Norge     | 04:50:11 |
| 5  | 516 | Lina Korsgren            | Falun Borlänge SK                | Sverige   | 04:50:11 |
| 6  | 515 | Masako Ishida            |                                  | Japan     | 04:56:21 |
| 7  | 512 | Katerina Smutna          |                                  | Österrike | 04:57:25 |
| 8  | 503 | Annika Löfström          | Årsunda Idrottsförening          | Sverige   | 04:58:06 |
| 9  | 517 | Solfrid Braathen         |                                  | Norge     | 05:05:10 |
| 10 | 510 | Nina Lintzén             | Föreningen Studentidrotten Luleå | Sverige   | 05:07:47 |

## Spurtpriser

### Herrar
| Pl           | Nr  | Namn             | Klubb                      | Land     | Tid      |
| ------------ | --- | ---------------- | -------------------------- | -------- | -------- |
| Smågan       | 132 | Anders Södergren | Östersunds Skidlöpareklubb | Sverige  | 00:30:49 |
| Mångsbodarna | 6   | Andreas Nygaard  |                            | Norge    | 01:07:05 |
| Risberg      | 6   | Andreas Nygaard  |                            | Norge    | 01:33:59 |
| Evertsberg   | 5   | Stanislav Rezac  |                            | Tjeckien | 02:09:47 |
| Oxberg       | 123 | Anders Aukland   |                            | Norge    | 02:47:31 |
| Hökberg      | 5   | Stanislav Rezac  |                            | Tjeckien | 03:13:32 |
| Eldris       | 131 | Petter Eliassen  |                            | Norge    | 03:39:29 |

### Damer
| Pl         | Nr  | Namn          | Klubb | Land    | Tid      |
| ---------- | --- | ------------- | ----- | ------- | -------- |
| Evertsberg | 505 | Seraina Boner |       | Schweiz | 02:26:38 |